# 大相撲平成24年11月場所
大相撲平成24年11月場所（おおずもうへいせい24ねん11がつばしょ）は、2012年11月11日(日)から11月25日(日)まで福岡国際センターで開催された大相撲本場所。
幕内最高優勝は、横綱・白鵬翔（14勝1敗・23回目）

## 場所前の話題など
日馬富士が第70代横綱に昇進し、2010年1月場所以来16場所ぶりに、東西に横綱が並び、その活躍が期待された。
角番大関が史上最多の3人となり、3大関全員の角番脱出なるかが注目された。
前場所で妙義龍が関脇の地位で10勝をあげており、今場所の成績によっては大関昇進の足固めができるため、そのことが注目された。
常幸龍が前相撲から所要9場所で新入幕を果たす歴代1位のスピード入幕記録を達成し、今場所の活躍が期待された。

## 番付・星取表
| 東       | 成績       | 結果   | 番付   | 西       | 成績       | 結果   |
| -------- | ---------- | ------ | ------ | -------- | ---------- | ------ |
| 白鵬     | 14勝1敗    | 優勝   | 横綱   | 日馬富士 | 9勝6敗     |        |
| 鶴竜     | 9勝6敗     |        | 大関   | 稀勢の里 | 10勝5敗    |        |
| 琴奨菊   | 8勝7敗     |        | 大関   | 琴欧洲   | 9勝6敗     |        |
| 把瑠都   | 1勝2敗12休 |        | 大関   |          |            |        |
| 妙義龍   | 6勝9敗     |        | 関脇   | 豪栄道   | 11勝4敗    | 技能賞 |
| 安美錦   | 7勝8敗     |        | 小結   | 豊真将   | 4勝11敗    |        |
| 隠岐の海 | 2勝8敗5休  |        | 前頭1  | 栃煌山   | 10勝5敗    |        |
| 松鳳山   | 10勝5敗    | 敢闘賞 | 前頭2  | 魁聖     | 7勝8敗     |        |
| 栃ノ心   | 5勝10敗    |        | 前頭3  | 豪風     | 4勝11敗    |        |
| 髙安     | 5勝10敗    |        | 前頭4  | 舛ノ山   | 5勝10敗    |        |
| 碧山     | 6勝3敗6休  |        | 前頭5  | 豊響     | 9勝6敗     |        |
| 旭天鵬   | 10勝5敗    |        | 前頭6  | 豊ノ島   | 11勝4敗    |        |
| 臥牙丸   | 8勝7敗     |        | 前頭7  | 阿覧     | 8勝7敗     |        |
| 時天空   | 7勝8敗     |        | 前頭8  | 大道     | 5勝10敗    |        |
| 翔天狼   | 5勝10敗    |        | 前頭9  | 朝赤龍   | 0勝3敗12休 |        |
| 勢       | 9勝6敗     |        | 前頭10 | 嘉風     | 8勝7敗     |        |
| 旭日松   | 6勝9敗     |        | 前頭11 | 雅山     | 5勝10敗    |        |
| 北太樹   | 8勝7敗     |        | 前頭12 | 若の里   | 8勝7敗     |        |
| 富士東   | 8勝7敗     |        | 前頭13 | 若荒雄   | 4勝11敗    |        |
| 常幸龍   | 6勝9敗     |        | 前頭14 | 千代の国 | 5勝10敗    |        |
| 芳東     | 3勝12敗    |        | 前頭15 | 千代大龍 | 10勝5敗    |        |
| 玉鷲     | 9勝6敗     |        | 前頭16 |          |            |        |

## 優勝争い
4場所ぶりの賜杯を狙う横綱白鵬は初日から連勝が続くが、新横綱の日馬富士は2日目に隠岐の海に敗れて金星を配給し、連勝が32でストップした。8日目終了時点で全勝は白鵬と関脇の豪栄道で、1敗の日馬富士と共に平幕の豊ノ島と千代大龍が追う展開。大関は2敗で稀勢の里がただ1人優勝争いに加わるだけで、他の大関は3敗3人と休場1人という有様だった。
9日目に全勝豪栄道と1敗の日馬富士が直接対決をするが、後述する珍事が起きた挙句日馬富士が勝って豪栄道は初黒星。1敗千代大龍も敗れたため、全勝が白鵬1人で、それを1敗の3人が追う展開に変わった。翌10日目に1敗豊ノ島は日馬富士との直接対決が組まれて負け、2敗に後退。1敗豪栄道は白鵬に敗れて2敗に後退したため、この時点では全勝の白鵬と1敗の日馬富士という両横綱のマッチレースになると見られていた。
しかし11日目、先に土俵にあがった日馬富士が角番大関の琴奨菊に負けて2敗に後退すると、続く白鵬も同じく琴欧洲に負けて1敗へ後退。両横綱が1差という状況は変わらなかったが、2敗の千代大龍と3敗の稀勢の里、琴欧洲、豪栄道と平幕3人にまで優勝の可能性が広がる事態となった。12日目は白鵬は勝って1敗を守ったが、日馬富士は関脇妙義龍に、千代大龍は阿覧にそれぞれ負けて3敗へ後退したため2敗力士がいなくなり、この時点で白鵬の独走パターンとなってしまった。
13日目になると、3敗だった千代大龍、栃煌山、稀勢の里が相次いで敗れ、日馬富士も鶴竜に負けて4敗に後退。白鵬は1敗を守ったため、この時点で優勝の可能性があるのは白鵬と、栃煌山との3敗対決を制した旭天鵬の2人に絞られた。翌14日目、先に土俵にあがった旭天鵬は琴奨菊に敗れて4敗に後退したため、白鵬はこの日の相撲を取らずに4場所ぶり23度目の優勝を手にした。
優勝次点は11勝4敗の豪栄道と豊ノ島、三賞は殊勲賞が該当者なしだったが、敢闘賞が3大関を破って10勝5敗とした松鳳山、技能賞は後半4連敗も最後は立て直して11勝4敗とした豪栄道がそれぞれ受賞した。

## 各段優勝･三賞
- 幕内最高優勝　白鵬翔　14勝1敗（4場所ぶり23度目）
  - 殊勲賞　該当者なし
  - 敢闘賞　松鳳山裕也　10勝5敗（初）
  - 技能賞　豪栄道豪太郎　11勝4敗（9場所ぶり3回目）
- 十両優勝　佐田の富士哲博　14勝1敗
- 幕下優勝　錦木徹也　7戦全勝
- 三段目優勝　貴月芳将匡 7戦全勝
- 序二段優勝　朝興貴祐貴　7戦全勝
- 序の口優勝　舛東欧旭　7戦全勝

## トピック
- 角番の大関把瑠都が3日目から休場し、再出場しなかったため大関陥落が決定した。[1]
- 9日目に4関取（碧山、琴禮、千代鳳、竜電）が同時に途中休場。それぞれの対戦相手（稀勢の里、宝富士、里山、大喜鵬）に不戦勝がついた。1場所15日制が定着してから関取4人の同時休場と4つの不戦勝出現は史上初めてだった。[2]また、そのうちの琴禮が14日目から再出場をしたが、今度はその対戦相手である政風がその日から途中休場となり、琴禮は再出場初日に不戦勝となった。同様の記録は2003年5月場所以来、史上2度目だった。[3]
- 同じく9日目の豪栄道と日馬富士の取組で、日馬富士の足が出たと湊川審判委員が手を挙げて行司の式守伊之助に取組を止めさせたが、3分以上にわたる長い協議の末、勝負がまだついておらず、勘違いによるものであったとして、史上初の「やり直し」という事態となった（やり直しの結果は日馬富士の勝ち）。行司がまだ勝負のついていない取組に軍配をあげてしまったことはあったが、審判委員が勝負を止めてしまうのは史上初めてのことであった。また、この取組は全勝の関脇と1敗の新横綱という好取組のため、このような誤審に納得できないファンも多くいた[4]。この一件以降、微妙な判定が発生した場合はすぐに取組を止めずに行司が軍配をどちらかに上げてから協議することになった[5]。
- この場所では先述した6人の他、隠岐の海と朝赤龍も負傷休場をしたため、休場をした関取の数は8人にのぼり、2011年11月場所以来の大人数となってしまった。
- 三役格行司の木村玉光が全休、同じく木村正直が10日目から途中休場、幕内格行司の木村玉次郎も13日目から途中休場をした結果、幕内格以上の行司が不足してしまった。このため、通常は2番しか裁かない幕内格行司のうち、木村元基は14日目と千秋楽に3番を裁くことになってしまった。